# Yehuda Magidovitch
Yehuda Magidovitch (hébreu : יהודה מגידוביץ, russe Иегуда Магидович), né en 1886 à Ouman, une ville ukrainienne de l'Empire russe, et mort le 5 janvier 1961 à Tel Aviv, est un architecte israélien. Ses réalisations les plus notables, à Tel Aviv, sont le Casino Galei Aviv, un café-restaurant (démoli en 1939), et le Cinéma Esther (devenu par la suite le Cinéma Hôtel).

## Biographie

### Jeunesse et formation
Après ses études à Odessa, il émigre en 1919 en Palestine mandataire.

### Carrière
En 1920 Magidovitch devint premier ingénieur en chef de Tel Aviv. En 1923, il fonde sa propre entreprise de conception et de construction. Son fils Raphaël rejoint le bureau en 1934.
Dans les années 1920 les constructions de Magidovitch ont un style éclectique, mais à partir du début des années 1930, il s'oriente vers l'Art déco. Ses premiers modèles de style international de 1934 conservent une expression artistique personnelle.

### Dernières années
En 1954 une hémorragie cérébrale met fin à son activité professionnelle. Il meurt cinq ans après.

## Galerie

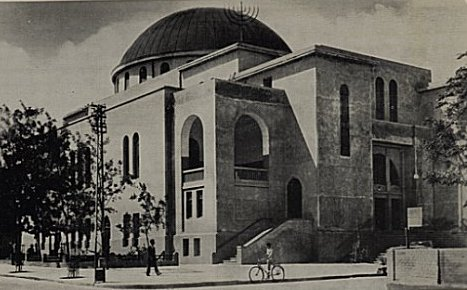
Grande synagogue de Tel Aviv dans les années 1930 (construite en 1924-25)
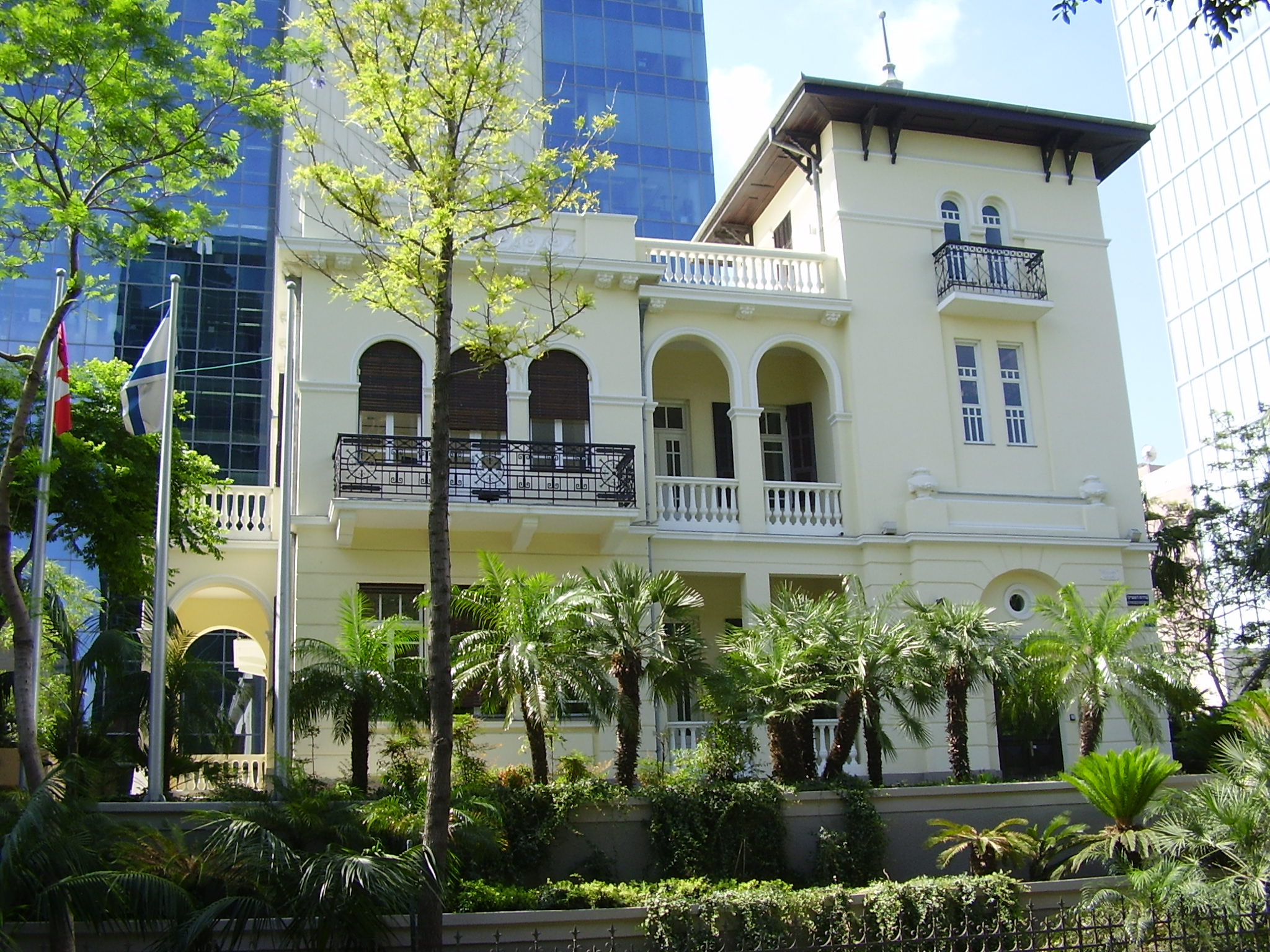
La maison Levin, utilisée pendant de nombreuses années par l'ancienne ambassade soviétique, boulevard Rothschild, Tel Aviv (1924)
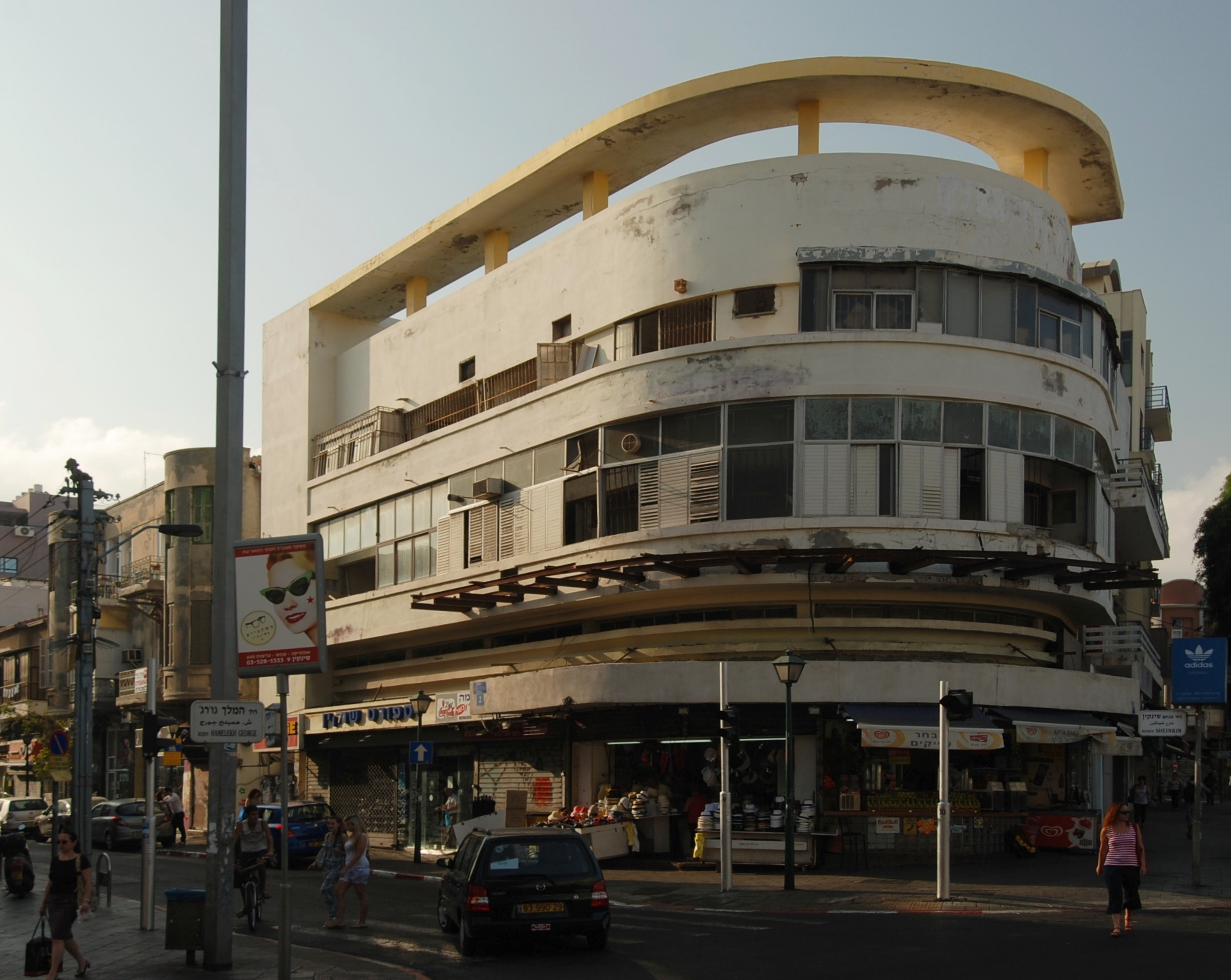
Maison Gottgold, Tel-Aviv (1935-1936) ; avec Raphael Magidovitch. Construite dans un dialogue de formes avec la maison Polishuk (1934), située de l'autre côté de la rue.
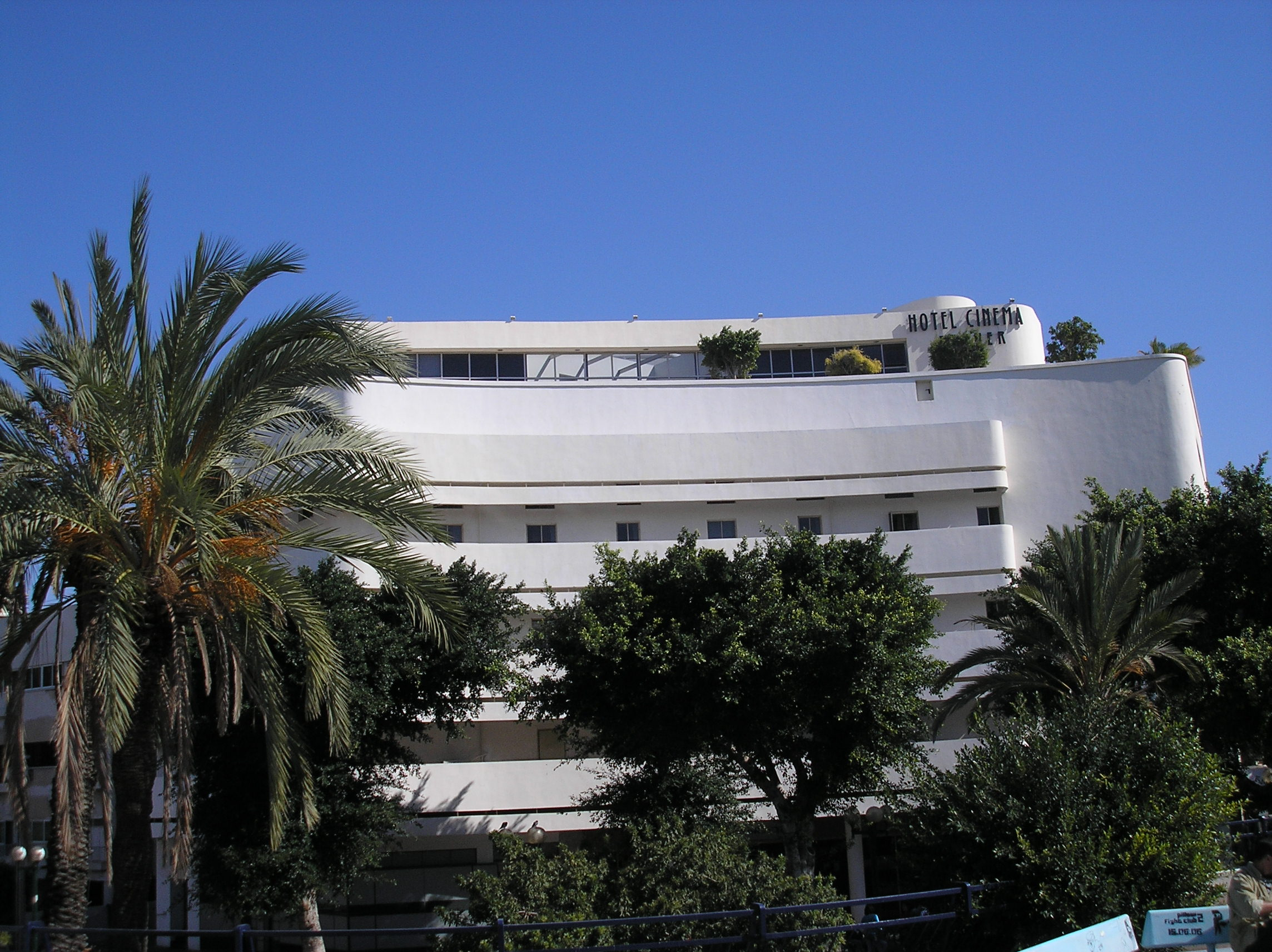
Cinéma Esther, aujourd'hui Cinéma Hôtel, Tel Aviv (1938)